# Moraea deserticola
Moraea deserticola är en irisväxtart som beskrevs av Peter Goldblatt. Moraea deserticola ingår i släktet Moraea och familjen irisväxter. Inga underarter finns listade i Catalogue of Life.